# Tierra (elemento)

Seca y fría, el símbolo alquímico para la tierra es un triángulo invertido, biseccionado por una línea horizontal.

El elemento tierra (en griego γῆ, γῆς; gé, gés y de ahí la voz «geo») junto con el fuego, el agua y el aire, es uno de los cuatro elementos de las cosmogonías tradicionales en Occidente y está presente en todas las religiones y sus rituales, en la filosofía esotérica, en la alquimia y en la astrología. Se considera «pasivo y femenino», al igual que el elemento agua, frente al aire y el fuego, «activos y masculinos».

## Orígenes del simbolismo del elemento tierra

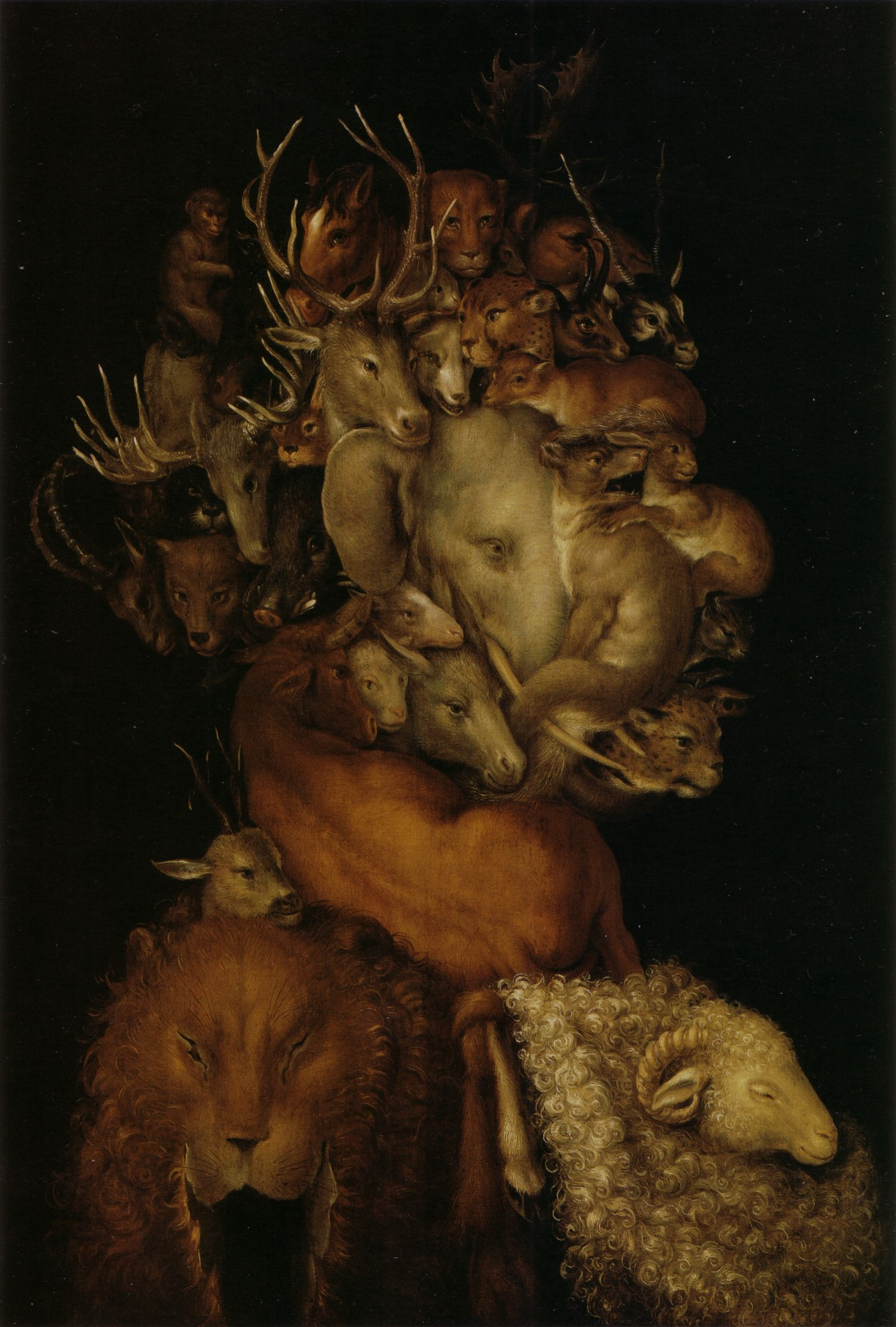
Arcimboldo: La tierra (hacia 1566), en su serie dedicada a los cuatro elementos.

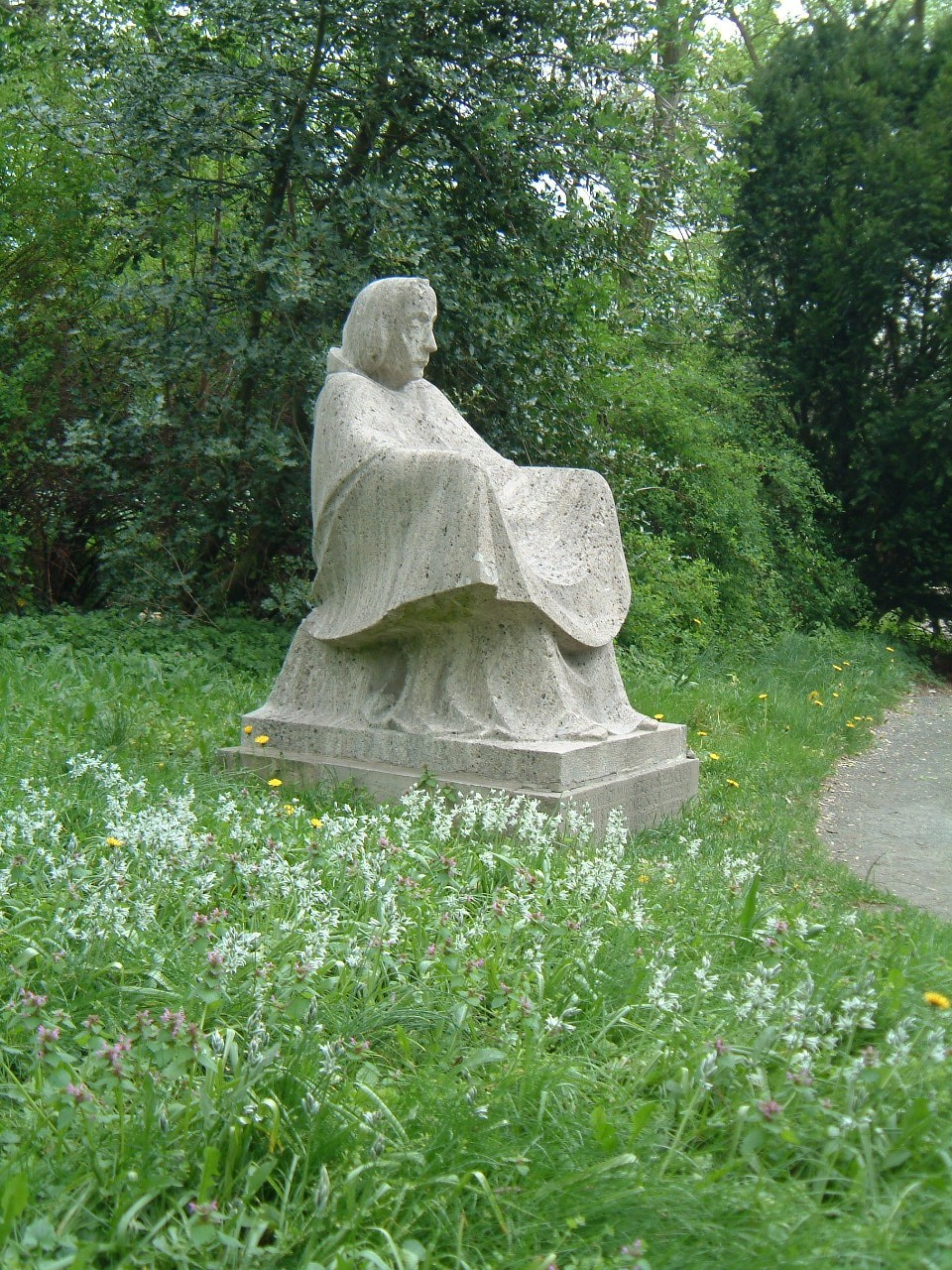
Ernst Barlach, Madre Tierra en los jardines de la Capilla Gertrudis en Güstrow (Alemania).

En muchas cosmogonías, la tierra y el cielo son los dos elementos básicos; así, el cielo (principio activo) al fecundar a la tierra (principio pasivo) dio existencia a la naturaleza. En este proceso, la tierra asume el papel de elemento femenino, receptivo y nutricio: la «Madre Tierra», «Señora de la Naturaleza» o «Diosa madre». Para los pueblos neolíticos la tierra da el ser, es la matriz universal,
En los pancha maja-bhuta (cinco grandes elementos), del hinduismo y budismo temprano la tierra es pritiví o bhumi. También es uno de los cinco movimientos o fases del Wu Xing, formando la base del Metal según el ciclo de generación (cheng) y como recipiente del agua según el ciclo de dominación (ko). El Mahāyāna, a su vez, diferencia diez tierras (bhumi), cada una correspondiente a una perfección: tierra inmaculada/moralidad, tierra inmaculada/paciencia...
Otro aspecto del elemento tierra lo relaciona con los ritos de inhumación, en el sentido de reintegración al seno de la madre, partiendo de la convicción de que «la tierra devolverá la vida» del mismo modo que ya la dio una vez (el cuerpo enterrado está destinado a renacer). Los sioux, por ejemplo, distinguen estos dos aspectos en una sentencia sencilla: «La tierra es vuestra abuela y madre».

### Los griegos
En Occidente, el elemento tierra fue definido por primera vez como arché principal por Jenófanes. Más tarde, en la descripción de los cuatro humores corporales por Hipócrates, «la tierra es la bilis negra o melancolía».
Por su parte, Platón, aceptando los cuatro elementos propuestos por Empédocles, propuso en su Timeo, que el cuerpo geométrico asociado a la tierra es el cubo (que el cubo sea el único de estos poliedros que encaja perfectamente con otros explicaría la naturaleza sólida de la tierra). Su discípulo Aristóteles  desarrolló una teoría diferente para los elementos, que en estado de reposo veía estructurados concéntricamente en el centro del universo formando la esfera sublunar. La tierra se encontraría en el lugar central, rodeada de agua. Según los pares duales de cualidades que definió Aristóteles, las características de la tierra eran la frialdad y la sequedad.

## La tierra en la iconografía cristiana
Tomando algunos aspectos iconográficos de la cábala, el cristianismo identifica el elemento tierra con el arcángel Uriel y el evangelista San Lucas (con su animal simbólico de tierra: el toro).